# Albert Pujols
José Alberto Pujols Alcántara, meglio conosciuto come Albert Pujols, (Santo Domingo, 16 gennaio 1980), è un giocatore di baseball dominicano naturalizzato statunitense, che gioca come prima base per i St. Louis Cardinals della Major League Baseball.
Con la nazionale di baseball della Repubblica Dominicana ha disputato il World Baseball Classic 2006.

## Carriera

### Minor League (MiLB)
Pujols venne selezionato nel 13º turno del draft MLB 1999 dai St. Louis Cardinals. Iniziò a giocare durante la stagione 2000, concludendo la stagione con 109 presenze in classe A, 21 in classe A-avanzata e 3 in Tripla-A.

### Major League (MLB)

#### Esordio e primi anni (2001-2003)
Pujols debuttò nella MLB il 2 aprile 2001 nella giornata inaugurale della stagione, al Coors Field di Denver contro i Colorado Rockies, facendo registrare una valida nella sconfitta per 8–0. Quattro giorni dopo fece registrare tre valide e tre punti battuti a casa (RBI), incluso il suo primo fuoricampo contro gli Arizona Diamondbacks nella vittoria per 12–9. A metà stagione, Pujols divenne il primo rookie dei Cardinals da Luis Arroyo nel 1955 a venire convocato per l'All-Star Game. Concluse la stagione con una media battuta di .329 (sesto nella lega) con 194 valide (quinto nella lega), 47 doppi (quinto nella lega), 37 home run e 112 punti segnati. I suoi 37 fuoricampo guidarono i Cardinals, superando i 30 di Jim Edmonds e i 29 di Mark McGwire. Fu premiato con lo Silver Slugger Award per il ruolo di terza base nella National League e finì quarto nella graduatoria di MVP della National League, dietro a Barry Bonds, Sammy Sosa e Luis Gonzalez. Vinse inoltre unanimemente il titolo di Rookie dell'anno della National League dopo avere stabilito un record della NL per una matricola con 130 RBI e diventando il quarto rookie della storia della MLB a battere con .300 con 30 home run, 100 punti segnati e 100 RBI.
Dopo avere giocato in diversi ruoli nel 2001, Pujols trascorse la maggior parte della sua seconda stagione come esterno sinistro. Nel mese di maggio fu spostato al terzo posto nella lista dei battitori, dove sarebbe rimasto per il resto della sua carriera nei Cardinals. Pujols batté il 30º fuoricampo e il 100º RBI della stagione nella sconfitta 5–4 contro i Cincinnati Reds in agosto, divenendo il sesto Cardinal ad avere due stagioni consecutive con 30 home run e il secondo (dopo Ray Jablonski) a iniziare la carriera con 100 punti battuti a casa nelle prime due stagioni in carriera. La sua annata terminò con .314 in battuta (settimo nella NL) con 185 valide (quarto nella NL), 40 doppi (ottavo nella NL), 34 home run (decimo nella NL), 118 punti segnati (secondo nella NL dopo i 122 di Sosa) e 127 RBI (secondo nella NL). Fu il primo giocatore della storia della MLB a battere con .300 ed avere almeno 30 home run, 100 punti segnati e 100 RBI nelle prime due stagioni. Pujols finì secondo nel premio di MVP dietro a Bonds, diventando il primo Cardinal da Stan Musial a finire nei primi 4 del premio in due stagioni consecutive.
Cinque Cardinals furono convocati per l'All-Star Game nel 2003, mentre Pujols guidò la NL nelle votazioni. Dopo quella del 2001, questa fu la prima di otto convocazioni consecutive. Dal 12 luglio al 16 agosto, Pujols ebbe una striscia di 30 gare consecutive con almeno una valida, pareggiando il secondo primato di sempre della franchigia assieme a Musial e dietro solamente alle 33 di Rogers Hornsby. Il 20 luglio, Pujols batté il suo 100º fuoricampo. Divenne così il quarto giocatore a riuscirvi alla terza stagione della carriera, dopo Ralph Kiner, Eddie Mathews e Joe DiMaggio. Pujols batté il suo 114º home run il 20 settembre in una gara contro gli Houston Astros, pareggiando il primato di Kiner nelle prime tre stagioni in carriera.
In 157 gare, Pujols batté 43 home run (quarto nella lega, dietro a Jim Thome, Richie Sexson e Bonds), con 124 RBI (quarto a pari merito). Divenne il giocatore più giovane da Tommy Davis nel 1962 a vincere il titolo di miglior battitore della NL con .359, guidando anche la lega in punti segnati (137), valide (212) e doppi (51). Pujols raggiunse Rogers Hornsby quale unico giocatore della storia dei Cardinals a battere più di 40 fuoricampo e più di 200 valide nella stessa stagione. Ancora una volta, Pujols finì secondo dietro a Bonds nel premio di MVP. Vinse inoltre il suo secondo Silver Slugger Award e il premio di giocatore dell'anno assegnato da The Sporting News.

#### Nuovo contratto (2004–2005)
Dopo avere ricevuto diversi premi nelle sue prime tre stagioni, Pujols il 20 febbraio 2004 fu ricompensato con un contratto di sette anni del valore di 100 milioni di dollari. Fu spostato nel ruolo di prima base nel 2004 dopo che i Cardinals scambiarono Tino Martinez.
Tra le migliori prove della stagione 2005 di Pujols vi furono una gara nel mese di luglio in cui batté 5 RBI e 3 fuoricampo e una in cui impedì un no-hitter del lanciatore dei Giants Dustin Hermanson. In una gara di settembre contro i Rockies, raggiunse quota 500 RBI in carriera, raggiungendo DiMaggio e Ted Williams a raggiungere tale traguardo nelle prime quattro stagioni. Pujols commentò il risultato dicendosi fiduciosi che ve ne sarebbero stati "molti altri". Anche se gli diagnosticata una fascite plantare nella seconda metà della stagione, concluse con una media battuta di .331 (quinto nella lega), 196 valide (valide), 51 doppi (secondo), 46 home run (secondo dietro ai 48 di Adrián Beltré) e 123 RBI (terzo) in 154 gare. Guidò inoltre la lega in punti segnati con 133. Nel premio di MVP si classificò terzo dietro a Bonds e Beltré, unendosi a Musial quale unico altro giocatore dei Cardinals a finire nei primi 5 in quattro anni consecutivi. Vinse anche il suo primo Silver Slugger Award come prima base, il suo terzo complessivo.
Entro il 2005, molti tifosi di baseball ritenevano già Pujols il miglior giocatore dei Cardinals da tempi di Musial. Il 31 agosto batté il suo 100º RBI, raggiungendo Williams, DiMaggio e Al Simmons come unici giocatori con 100 RBI in ognuna delle loro prime cinque annate. Pujols batté il suo 200º home run in una gara contro i Reds il 30 settembre, il terzo giocatore più giovane a tagliare tale traguardo dopo Mel Ott ed Eddie Mathews, nonché il secondo più rapido (dietro a Kiner). In 161 partite, Pujols batté con .330 (secondo della lega), 117 RBI (secondo nella lega a pari merito) e 129 punti segnati (primo). Per la prima volta in carriera, con Bonds limitato a 14 presenze per un infortunio, fu premiato come MVP della National League.

#### Nuovi successi e prime World Series (2006-2008)

Pujols all'All-Star Game 2006

Nel corso di due gare dell'aprile 2006, Pujols batté un fuoricampo in quattro turni in battuta consecutivi, il 20º giocatore a riuscirvi. Il 21 dello stesso mese batté la sua millesima valida in una vittoria sui Chicago Cubs. Il 4 giugno fu inserito in lista infortunati per la prima volta in carriera, perdendo tre settimane di gioco.

#### Los Angeles Angels (2012-2021)
Tre squadre si interessarono a Pujols dopo la stagione 2011: i Cardinals, i Miami Marlins e i Los Angeles Angels. I Cardinals offrirono a Pujols un contratto di dieci anni del valore di 210 milioni di dollari, che venne però rifiutato. La moglie a uno show radiofonico spiegò che si erano sentiti "insultati" e "confusi" dopo che inizialmente i Cardinals avevano offerto solamente un contratto quinquennale. Anche i Marlins offrirono a Pujols un contratto di dieci anni ma l'8 dicembre firmò un contratto decennale con gli Angels del valore di circa 254 milioni. Il contratto offerto dai Marlins era di circa lo stesso valore di quello offerto dagli Angels. Tuttavia, essi si erano rifiutati di incluse una clausola che impedisse un futuro scambio del giocatore.
Il 3 giugno 2017, Pujols divenne il nono giocatore nella storia della Major League a battere 600 fuoricampo quando batté un grande slam contro i Minnesota Twins. Fu il quarto giocatore più giovane a tagliare tale traguardo (dietro ad Alex Rodriguez, Babe Ruth ed Hank Aaron) ed il primo a riuscirvi con un grande slam.
Il 6 maggio 2021, dopo 24 partite disputate, Pujols venne designato per la riassegnazione dagli Angels, divenendo free agent il 13 maggio.

#### Los Angeles Dodgers (2021)
Il 17 maggio 2021 Pujols firmò un contratto annuale con i Los Angeles Dodgers, esordendo la sera stessa come prima base nella sfida contro gli Arizona Diamondbacks. Il 20 maggio successivo, sempre contro i D'Backs, mette a segno il suo primo fuoricampo in casacca Dodgers. Chiuderà la stagione con 85 presenze, con una media battuta di .254, con 12 fuoricampo e 38 RBI, contribuendo alla qualificazione dei Dodgers alla postseason. Postseason dalla quale i Dodgers vengono eliminati dagli Atlanta Braves nella National League Championship Series. Chiude la postseason, la prima per Pujols dal 2014, giocando 9 partite e battendo 5 valide in 18 turni (.278)

#### Ritorno ai St. Louis Cardinals (2022)
Il 28 marzo 2022 firma un contratto annuale con la squadra che lo lanciò nella Major League, per quella che sarà la sua ultima stagione. il 12 aprile, nella sfida contro i Kansas City Royals batte il suo primo fuoricampo nella sua nuova avventura a St. Louis, a distanza di più di 10 anni dall'ultimo. Questo è anche il fuoricampo numero 680 nella sua carriera in MLB.

## Palmarès

### Club
- World Series: 2

St. Louis Cardinals: 2006, 2011

### Individuale
- MVP della National League: 3

2005, 2008, 2009
- MVP della National League Championship Series: 1

2004
- MLB All-Star: 10

2001, 2003-10, 2015
- Guanti d'oro: 2

2006, 2010
- Silver Slugger Award: 6

2001, 2003, 2004, 2008-2010
- Hank Aaron Award: 2

2003, 2009
- Roberto Clemente Award: 1

2008
- Rookie dell'anno della National League - 2001
- Rookie del Mese: 2

(aprile e maggio 2001)
- Giocatore del Mese: 7

NL: 6 (maggio e giugno 2003, aprile 2006, aprile e giugno 2009, agosto 2010)
AL: 1 (giugno 2015)
- Giocatore della Settimana: 12

NL: 11 (23 set. 2001, 7 lug. 2002, 4 mag. 2003, 5 giu. 2005, 14 mag. 2006, 15 giu. 2007, 24 ago. e 28 set. 2008, 26 apr. e 21 giu. 2009, 5 giu. 2011)
AL: 1 (5 agosto 2012)

### Record
- Miglior media battuta della NL

.359 (2003)
- Leader della NL in valide: 1

212 (2003)
- Maggior numero di home run della NL

47 (2009), 42 (2010)
- Maggior numero di RBI della NL

118 (2010)